# Милан Кукић
Милан Кукић (Баљци, код Билеће, 3. јул 1915 – 19. фебруар 1943), учесник Народноослободилачке борбе и народни херој Југославије.

## Биографија
Родио се у селу Баљци код Билеће, 3. јул 1915. године у сиромашној сељачкој породици. Основну школу је завршио у Билећи, а након тога бавио се земљорадњом. Након одслуженог војног рока одлази у Пећ 1937. године где је завршио жандармеријски курс. Ту га је затекла капитулација Југославије. Пробио се са оружјем у свој родни крај и почео припрему устанка. Од раније је био под утицајем радничког покрета, па је 1941. године примљен у КПЈ.
Међу првима је ступио у партизанску чету у Баљцима и био изабран за њеног команданта у септембру 1941. године. Борио се против усташа око Билеће и на правцу Требиње - Билећа. Успешно је командово акцијом на железничку станицу у Билећи у којој је уништена усташко-жандармеријска посада и нападом на касарну у селу Јасен када је заробљен већи број усташа. Овом победом партизани су овладали простором јужно од Билеће и онемогућили снабдевање јаког усташког гарнизона у самом месту.
Почетком априла 1942. године прешао је у Јужнохерцеговачки НОП одред и постављен је за командира чете са којом је учествовао у свим борбама у јужној Херцеговини у долини Неретве. После повлачења партизнаских снага из Херцеговине у јуну 1942. године, повукао се у Западну Босну у саставу Херцеговачког НОП одреда. Када је 10. августа 1942. године формирана Десета херцеговачка бригада Кукић је постављен за командира треће чете првог батаљона, а од октобра је заменик команданта овог батаљона. Истакао се у борбама на Купресу, Влашићу око Гламоча, у борбама за ослобођење Жепча и Прозора у другој половини 1942. и почетком 1943. године. У борбама око Прозора је рањен.
Са својим борцима је извојевао сјајну победу над непријатељски мснагама код Марине пећине 19. фебруара на путу Прозор − Рама. Италијани су претпрели тешке губитке, заплењено је 5 тенкова, 12 камиона и велику количину ратног материјала, убијено је 210 и заробљено 280 италијанских војника. Због изузетне храбрости показане у овој борби војници су га назвали „херој Раме”. У борбама за варошицу Раму 19. фебруара 1943. године погинуо је од хаубичке гранате.
Указом председника ФНР Југославије Јосипа Броза Тита, 23. јула 1952. године, проглашен је за народног хероја.